# Thomas Chatterton
Thomas Chatterton là một nhà thơ người Anh. Cậu đã tự sát năm 17 tuổi bằng thạch tín và đã chết vì nhiễm độc. Tác phẩm của cậu nổi tiếng sau khi cậu chết và có ảnh hưởng đến phong trào lãng mạn sau đó.

## Tác phẩm
1. 'An Elegy on the much lamented Death of William Beckford, Esq.,' 4to, pp. 14, 1770.
2. 'The Execution of Sir Charles Bawdwin' (edited by Thomas Eagles, F.S.A.), 4to, pp. 26, 1772.
3. 'Poems supposed to have been written at Bristol, by Thomas Rowley and others, in the Fifteenth Century' (edited by Thomas Tyrwhitt), 8vo, pp. 307, 1777.
4. 'Appendix' (to the 3rd edition of the poems, edited by the same), 8vo, pp. 309–333, 1778.
5. 'Miscellanies in Prose and Verse, by Thomas Chatterton, the supposed author of the Poems published under the names of Rowley, Canning, &c.' (edited by John Broughton), 8vo, pp. 245, 1778.
6. 'Poems supposed to have been written at Bristol in the Fifteenth Century by Thomas Rowley, Priest, &c., [edited] by Jeremiah Milles, D.D., Dean of Exeter,' 4to, pp. 545, 1782.
7. 'A Supplement to the Miscellanies of Thomas Chatterton,' 8vo, pp. 88, 1784.
8. 'Poems supposed to have been written at Bristol by Thomas Rowley and others in the Fifteenth Century' (edited by Lancelot Sharpe), 8vo, pp. xxix, 329, 1794.
9. 'The Poetical Works of Thomas Chatterton,' Anderson s 'British Poets,' xi. 297-322, 1795.
10. 'The Revenge: a Burletta; with additional Songs, by Thomas Chatterton,' 8vo, pp. 47, 1795.
11. 'The Works of Thomas Chatterton' (edited by Robert Southey and Joseph Cottle), 3 vols. 8yo, 1803.
12. 'The Poetical Works of Thomas Chatterton' (edited by Charles B. Willcox), 2 vols. 12mo, 1842.
13. 'The Poetical Works of Thomas Chatterton' (edited by the Rev Walter Skeat, M.A.), Aldine edition, 2 vols. 8vo, 1875.

## Sách tham khảo
- Cook, Daniel. Thomas Chatterton and Neglected Genius, 1760-1830. Basingstoke and New York: Palgrave Macmillan, 2013.
- Croft, Sir Herbert. Love and Madness. London: G Kearsly, 1780.<http://books.google.hu/books?id=hDImAAAAMAAJ>
- Heys, Alistair ed. From Gothic to Romantic: Thomas Chatterton's Bristol. Bristol: Redcliffe, 2005.
- Haywood, Ian. The making of history: a study of the literary forgeries of James Macpherson and Thomas Chatterton in relation to eighteenth-century ideas of history and fiction. Rutherford: Fairleigh Dickinson University Press, c1986.
- Kaplan, Louise J. The Family Romance of the Impostor-poet Thomas Chatterton. Berkeley and Los Angeles: University of California Press, 1989.<http://books.google.hu/books?id=EZGHZv8-0bYC>
- Kroese, Irvin B.. "Chatterton's Aella and Chatterton." Studies in English Literature, 1500-1900. XII.3 (1972):557-66. www.jstor.org/stable/449952
- Meyerstein, Edward Harry William. A Life of Thomas Chatterton. London: Ingpen and Grant, 1930.
- Groom, Nick ed. Thomas Chatterton and romantic culture. London: Macmillan; New York: St. Martin's Press, 1999.
- Groom, Nick. “Chatterton, Thomas (1752–1770)”. Oxford Dictionary of National Biography . Oxford University Press. doi:10.1093/ref:odnb/5189. (yêu cầu Đăng ký hoặc có quyền thành viên của thư viện công cộng Anh.)